# Franciszek Ksawery Lubomirski
Franciszek Ksawery Lubomirski (1747-1819), prince polonais de la famille Lubomirski, staroste de Sieciechów (Ukraine actuelle), général de l'Empire russe

## Biographie
Franciszek Ksawery Lubomirski est le fils de Stanisław Lubomirski et de Ludwika Honorata Pociej.
Il amasse une grande fortune dans les environs de Kiev (9 viles, 179 villages et plus de 100 000 -âmes).
Après le premier partage de la Pologne, la région tombent sous le contrôle de l'Empire russe. Franciszek Ksawery décide de prendre la nationalité russe. En 1777, il rejoint l'armée russe. En 1781, il est brigadier et major général en 1783. En 1784, il reçoit l'ordre de Sainte-Anne. En 1787, il vendu la totalité de Smilańszczyznę (y compris Śmiła et Szpoła) pour 2 000 000 roubles au prince Grigori Potemkine.

## Mariages et descendance
Il se marie une première fois avec Antonia Adela Potocka, fille de Franciszek Salezy Potocki. Ils ont pour enfants :
- Elżbieta Lubomirska,
- Klementyna Lubomirska,

Il se marie ensuite avec Teofila Rzewuski. Ils ont pour enfants :
- Amelia Lubomirska,
- Karolina Lubomirska,
- Konstanty Lubomirski,
- Eugeniusz Lubomirski (1789-1834)

Il épouse enfin Maria Lvovna Naryshkina. Ils ont pour enfants :
- Antoni Lubomirski,
- Aleksander Ignacy Lubomirski (1802-1893)

## Sources
- (en) Cet article est partiellement ou en totalité issu de l’article de Wikipédia en anglais intitulé « Franciszek Ksawery Lubomirski » (voir la liste des auteurs).

- (pl) Cet article est partiellement ou en totalité issu de l’article de Wikipédia en polonais intitulé « Ksawery Lubomirski » (voir la liste des auteurs).